# Museo nazionale di Gitega
Il Museo Nazionale di Gitega è il museo nazionale del Burundi. Si trova nella capitale, a Gitega, e fu fondata durante il dominio coloniale belga nel 1955. Il museo è il più grande dei musei pubblici del Burundi sebbene la sua collezione sia esposta in un'unica sala.
Fondato nel 1955, il museo aveva lo scopo di preservare i manufatti della cultura popolare burundese che era in declino a causa della modernizzazione e dei cambiamenti sociali. La sua collezione comprende oggetti etnografici e storici originari del paese, inclusi i manufatti della corte dei monarchi burundesi.
Nel 2015, con il sostegno dell'Ambasciata tedesca in Burundi, è stato pubblicato un catalogo della collezione del museo, dal titolo "Le Patrimoine Burundais: le Musée de Gitega".